# Фролов, Николай Михайлович
Николай Михайлович Фролов (1924—1987) — капитан Рабоче-крестьянской Красной Армии, партизан Великой Отечественной войны, Герой Советского Союза (1944).

## Биография
Николай Фролов родился 14 октября 1924 года в селе Отхожее (ныне — Ржаксинский район Тамбовской области) в семье крестьян. После окончания неполной средней школы работал в колхозе.
В августе 1942 года Фролов по направлению Ржаксинского райкома ВЛКСМ был призван на службу в РККА, начальную военную подготовку прошёл в Тамбове, затем был направлен в спецшколу в Москве, которую окончил в январе 1943 года (получив специальность разведчик-минёр), после чего был временно зачислен в резерв, а затем включён в состав организаторской группы из семи человек, подготовленной для действий за линией фронта.
13 марта 1943 группа под командованием М. А. Кожухаря (в состав которой был включён Н. Фролов) десантировалась в Полесской области БССР и прошла боевую практику, выполняя боевые операции совместно с партизанами соединения А. Н. Сабурова.
В апреле 1943 года младший лейтенант Н. Фролов был назначен на должность командира разведывательно-диверсионной группы в партизанском отряде имени С. Лазо 1-го Молдавского партизанского соединения. Под руководством Фролова было осуществлено 14 подрывов немецких эшелонов на перегоне Варшава-Шепетовка.
- в ночь на 4 сентября 1943 на ж.д. Шепетовка — Славута в 3 км западнее Шепетовки под откос был пущен шедший на восток эшелон с живой силой, разбиты паровоз и 14 вагонов[2]
- в ночь на 19 сентября 1943 на участке ж.д. Шепетовка — Славута под откос был пущен шедший на восток эшелон с живой силой, разбиты паровоз и 11 вагонов[2]
- 10 ноября 1943 на ж.д. Шепетовка — Славута под откос был пущен шедший на восток эшелон с живой силой, разбиты паровоз и 5 вагонов[2]
- 11 ноября 1943 на ж.д. Славута — Шепетовка в 4 км восточнее Славуты пущен под откос эшелон с живой силой и снаряжением, разбиты паровоз и 10 вагонов[2]
- 13 ноября 1943 — пущен под откос эшелон с живой силой, разбиты паровоз и 11 вагонов, убито 160 немецких солдат и офицеров[2]

После конференции 22 ноября 1943 года в Городницком лесу, на которой были подведены итоги деятельности партизанских отрядов и пути её совершенствования Фролов был назначен на должность заместителя командира по минно-подрывному делу. В начале 1944 года был назначен на должность помощника комиссара партизанской бригады по комсомольской работе.
Позднее, Фролов отличился в бою при переходе железной и шоссейной дорог Тернополь — Подволочиск и в бою у хутора Белая Корчма.
4 марта 1944 года основные силы 1-го Молдавского партизанского соединения (в составе которых находился Н. Фролов) встретились с наступавшими частями РККА в районе селения Лановцы.
Указом Президиума Верховного Совета СССР от 24 марта 1944 года за «образцовое выполнение боевых заданий в тылу врага и проявленные при этом отвагу и геройство» младший лейтенант Николай Фролов был удостоен высокого звания Героя Советского Союза.
В 1944 году в звании капитана Фролов был уволен в запас.
Проживал и работал в Кишинёве. В 1952 году окончил исторический факультет Кишинёвского государственного университета, был директором Кишинёвской русской сменной школы № 2.
Скончался 12 мая 1987 года, похоронен в Кишинёве.

## Государственные награды
- медаль «Золотая Звезда»[2] (№ 3682)[1]
- орден Ленина[2][1]
- орден Отечественной войны 1-й степени[1]
- орден Красной Звезды[1]
- медаль «Партизану Отечественной войны» 1-й степени[2]
- медали[1]